# Královská nizozemská akademie věd
Královská nizozemská akademie věd (nizozemsky: Koninklijke Nederlandse Akademie van Wetenschappen) je nizozemská učená společnost. Byla založena za francouzské okupace, za tzv. Holandského království, roku 1808, pod názvem Koninklijk Instituut van Wetenschappen, Letterkunde en Schoone Kunsten (Královský institut věd, literatury a výtvarných umění). V roce 1818 byla přejmenována na Koninklijk-Nederlandsch Instituut van Wetenschappen, Letteren en Schoone Kunsten. V roce 1851 byla organizace rozpuštěna a znovu založena jako Koninklijke Akademie van Wetenschappen, v roce 1938 získala své dnešní jméno. Od roku 1812 sídlí v paláci Trippenhuis v Amsterdamu. Akademii podléhá patnáct vědeckých ústavů, ke známým patří Mezinárodní institut sociálních dějin úzce zaměřený na dějiny socialistického a dělnického hnutí. Většina ústavů nizozemské akademie je zaměřena buď na biologické, nebo společenské vědy. V roce 2014 vznikla další podřízená složka, Akademie umění (Akademie van Kunsten). Akademici do ní uvedly nejprve 19 významných uměleckých osobností a od té doby je každým rokem pozváno šest nových členů. Nominaci může akademii navrhnout kdokoli. Osmnáct členů akademie získalo Nobelovu cenu.

## Vědecké ústavy
- Nizozemský institut pro studium války, holokaustu a genocidy (založen 1945, součást Akademie od roku 1999)